# Alola Foundation

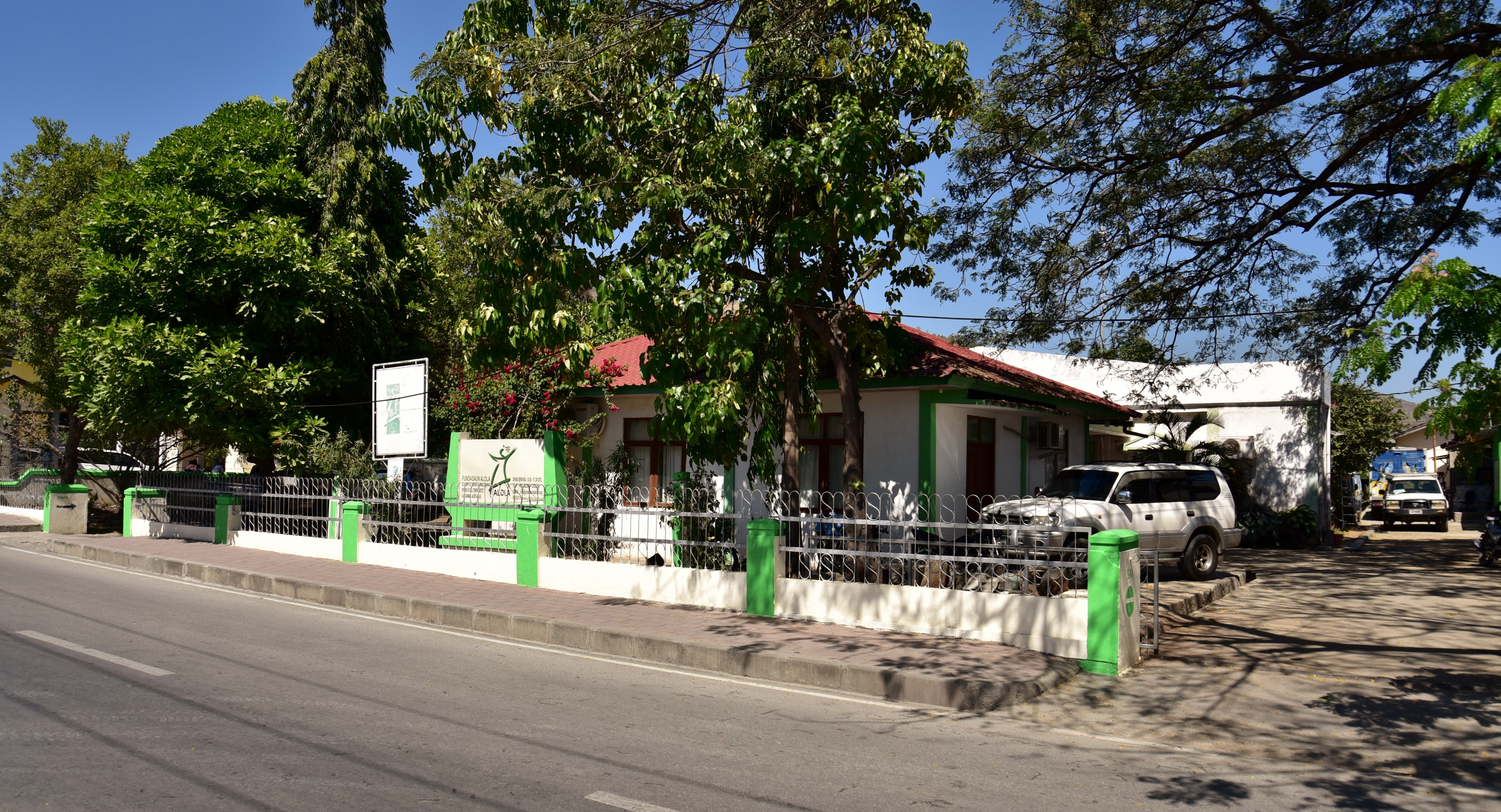
Sitz der Alola Foundation (2023)

Die Alola Foundation (tetum Fundasaun Alola) ist eine Frauenrechts- und hillfsorganisation aus Osttimor. Sie hat ihren Sitz in der Landeshauptstadt Dili, im Stadtteil Rumbia (Suco Mascarenhas, Verwaltungsamt Vera Cruz) an der Avenida Bispo Medeiros.

## Geschichte

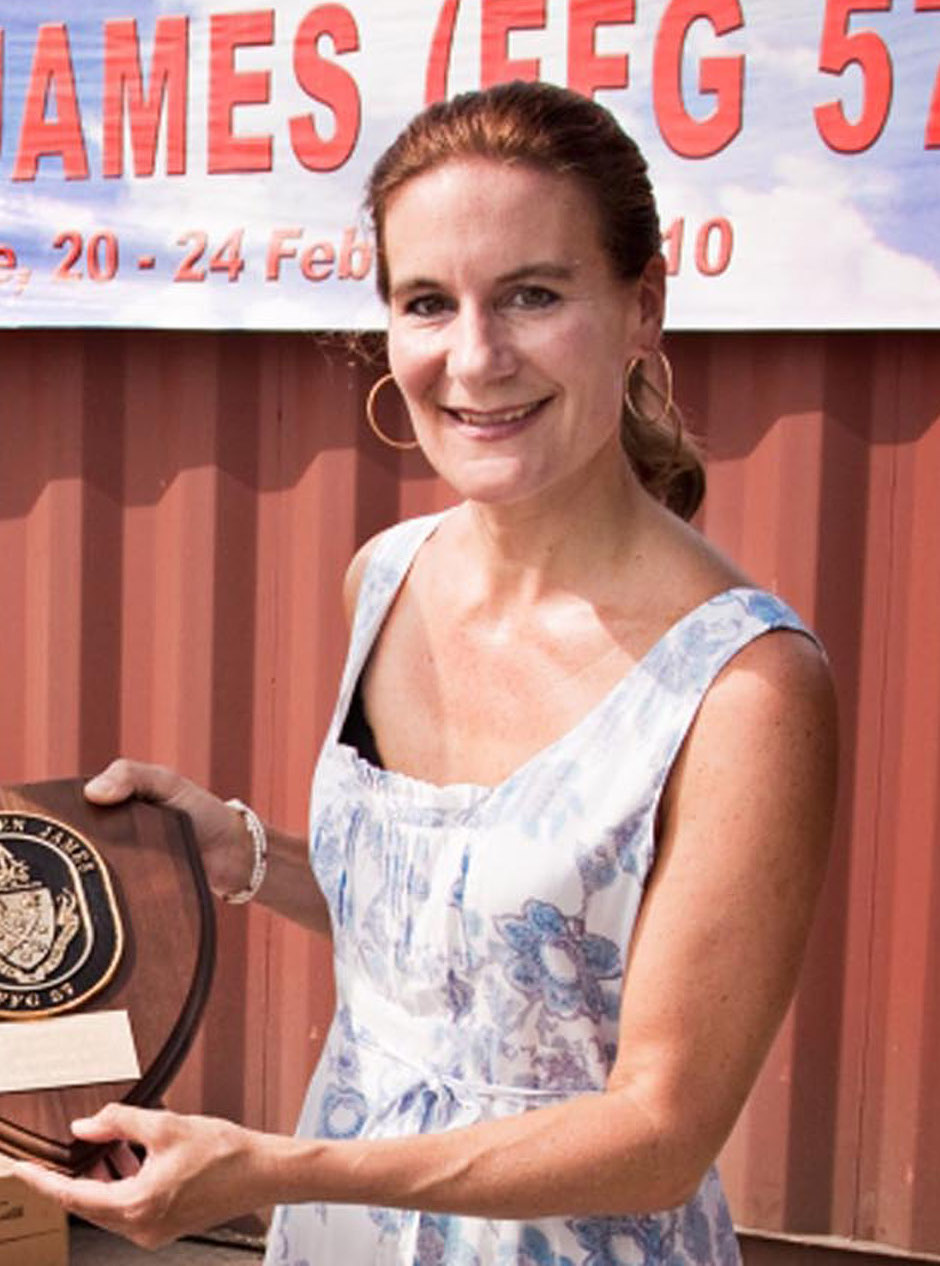
Gründerin Kirsty Sword Gusmão (2010)

Die Alola Foundation wurde 2001 von der Australierin Kirsty Sword Gusmão, der Ehefrau des damaligen osttimoresischen Präsidenten Xanana Gusmão gegründet. Da es zunächst keine ausreichenden Möglichkeiten nach osttimoresischem Recht gab, wurde die Alola Foundation zunächst als Alola Australia Ltd., einer Gesellschaft mit begrenzter Haftung nach australischem Recht gegründet. Erst 2008 wurde die „Fundasaun Alola“ als erste überhaupt offiziell in Osttimor als Nichtregierungsorganisation registriert. Die Alola Australia Ltd. wird weiter on australischen Freiwilligen betrieben, um in Australien für die Arbeit der Stiftung zu werben.
Das ursprüngliche Ziel war die Thematisierung der weit verbreiteten sexuellen Gewalt gegen Frauen und Mädchen in Osttimor, während der Gewaltwelle im September 1999. Die Stiftung wurde nach der damals 14-jährigen Juliana Alola dos Santos benannt, die durch pro-indonesische Milizionäre nach Westtimor entführt und brutal vergewaltigt wurde. Als Haupttäter gilt Maternus Bere.
Die Arbeit der Alola Foundation begann mit einem Budget von einigen tausend australischen Dollar und einem Team von einer Handvoll Freiwilligen. Heute hat die gemeinnützige Nichtregierungsorganisation rund 100 Mitarbeiter.
Im Februar 2003 wurde mit Gründung der National Breastfeeding Association (NBFA) die Abteilung für Gesundheit von Mutter und Kind geschaffen. Seit 2006 hat die Alola Foundation ihr Mutter-Kind-Programm um Mutterschaftspakete, Frauengesundheit und Neugeborenenversorgung erweitert. Die NBFA wurde 2009 an die Ernährungsabteilung des Gesundheitsministeriums übergeben. Um den Übergabeprozess zu erleichtern, hat Fundasaun Alola einen leitenden Mitarbeiter für zwei Tage zur Zusammenarbeit mit dem Gesundheitsministerium abgestellt. Die Mitarbeiterin half bei der Koordinierung und Organisation der Umsetzung der Baby Friendly Hospital Initiative (BFHI).

## Mission

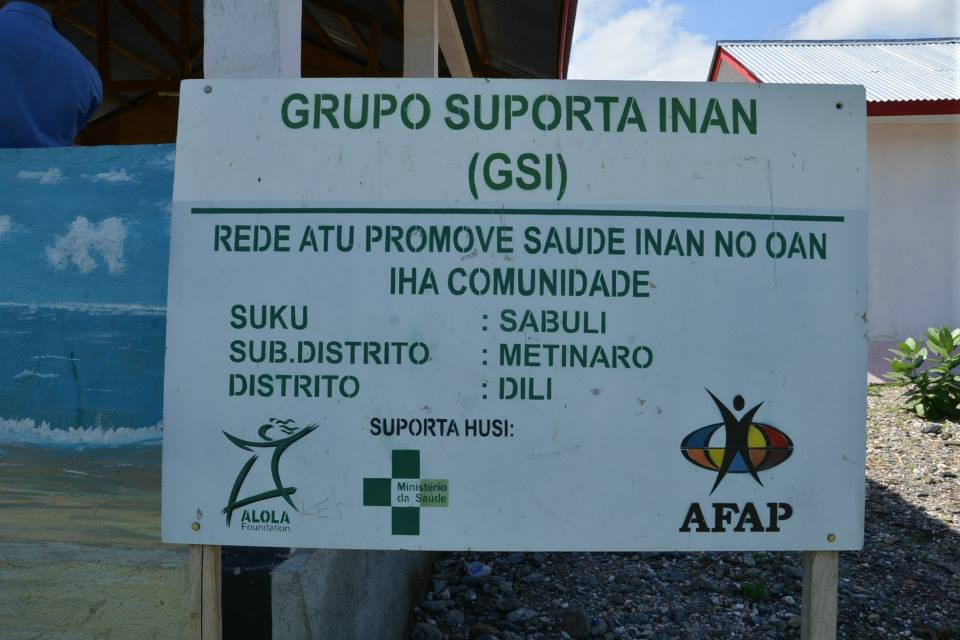
Grupo Suporta Inan (Mutterunterstützungsgruppe) in Sabuli, unterstützt von Alola

Das Motto der Alola Foundation lautet „Feto Forte Nasaun Forte“ (Starke Frauen, starke Nation). Sie will das Leben von Frauen und Kindern verbessern, weibliche Führungskräfte fördern und sich für die Rechte der Frau einsetzen. Auch wenn die Aufarbeitung der sexuellen Gewalt im September 1999 weiter ein zentrales Thema ist, hat sich die Arbeit auf ein breites Spektrum von Unterstützungsprogrammen für Frauen und Kinder ausgeweitet.
In Zusammenarbeit mit Gemeindegruppen und Einzelpersonen sollen die Programme die Gesundheit von Mutter und Kind verbessern, Arbeitsplätze und kleine Unternehmen von Frauen fördern, die Menschenrechte fördern, die Entwicklung der Gemeinden stärken, den Zugang und die Qualität der Bildung für Frauen und Kinder und den Status von Frauen verbessern. Dabei geht man einher mit den nationalen Entwicklungszielen der Regierung Osttimors.
Gezielt werden Mitarbeiterinnen der Foundation Fortbildungs- und Aufstiegschancen geboten. Die Alola Foundation bietet einen bezahlten Mutterschaftsurlaub von drei Monaten und ermutigt die Mitarbeiter, ihre Neugeborenen zum exklusiven Stillen zur Arbeit zu bringen. Vor-Ort-Betreuung für die Kinder der Mitarbeiter, die unter fünf Jahren sind, wird zur Verfügung gestellt.
Führend ist die Alola Foundation im Kampf gegen Menschenhandel, der Frauen zur Prostitution nach Osttimor brachte. Anfang 2017 trat auf ihr betreiben das erste Gesetz des Landes gegen Menschenhandel in Kraft. Bei den Kommunalwahlen in Osttimor 2016 unterstützte die Alola Foundation weibliche Kandidaten. 13 von ihnen gewannen die Wahl zum Chefe de Suco, was 12 % der Kandidatinnen entspricht, einem höheren Prozentsatz als bei den männlichen Bewerbern. Allerdings hatte Osttimor zum Wahlzeitpunkt 442 Sucos. Bei der letzten Wahl 2009 konnten nur neun Frauen die Wahl für sich entscheiden.

## Mitglieder
Vorsitzende der Stiftung ist Kirsty Sword Gusmão. Die derzeitige Exekutivdirektorin ist Alzira Sequeira Freitas dos Reis. Mitglied im Direktorium ist unter anderem Milena Pires. Maria Gorumali Barreto ist Advocacy Program Manager.